# Antoni Veciana Ribes
Antoni Veciana Ribes   (Reus, 1977) és un filòleg i escriptor català. És llicenciat en Filologia Catalana per la Universitat Rovira i Virgili. Posteriorment va estudiar un màster de Ciències Polítiques a la Universitat Oberta de Catalunya i un postgrau de Gestió Cultural a la URV.
Ha treballat com a funcionari de carrera al Departament de Drets Socials, al CECAT del Departament d'Interior i al Departament de Cultura de la Generalitat de Catalunya, així com de professor de Literatura i Llengua a la Universitat Rovira i Virgili. També ha fet de productor teatral amb la companyia Lo nostro que ha estrenat El poema inacabat(2022) i Lot 5/56. Pedra (2023).
El 2011 va rebre el guardó Tro de Festa per la seva contribució a la Festa Major de Reus en l'àmbit de la recuperació de diversos elements patrimonials.
Com a escriptor es va iniciar amb articles a la premsa El Punt (de 2000 A 2022), Presència (2013-2015), ressenyes de teatre a NW (2012-2022) i puntualment a Núvol, Quadern El País, Catalunya Diari, Reus Digital o Catorze.
També ha fet guions audiovisuals com Reus als anys 40, records d'una ciutat o Des de casa. Visites nocturnes al Cementiri General de Reus.
La novel·la Nicolau és la seva primera novel·la, publicada en 2022 per l'editorial La Segona Perifèria, que ha rebut una bona acollida per part de la crítica i que va estar entre les deu millors novel·les de 2022 segons Òmnium Cultural i el Quadern d'El País.
El 2023 va publicar l'obra de teatre Patró, a l'editorial Ganzell. Aquesta obra havia estat estrenadaprèviament el 2018.
El 2023 ha estat escriptor resident a la Residència Literària de la Fundació Finestres, a la Costa Brava.
El 2024 ha publicat la segona novel·la Dolça a la torre de fang a l'editorial La Segona Perifèria que també ha rebut una bona acollida per part de la crítica i que està entre les deu millors novel·les de 2024 segons Òmnium Cultural i els Premis Finestres.

## Obra publicada

### Novel·la
- Nicolau. La segona perifèria. Barcelona. 2022. ISBN 9788419059048
- Dolça a la torre de fang. La segona perifèria. Barcelona. 2024. ISBN 9788419059291

### Teatre
- Patró. Ganzell edicions. Tarragona, 2023. Teatre. ISBN 9788412652017

### Infantil i juvenil
- Conte de La pastoreta. Editorial Cop d'ull, Reus, 2010. (DL T. 193-2024)

### Prosa
- Les imatges de la nostra història. El Punt, Girona, 2004. ISBN 8489392560[13]
- «Una cultura amagada sota el taulell» dins Anuari 2016. Del Camp.cat edicions, Reus, 2016. ISBN 9788461793358[14]

### Assaig
- «La literatura de postguerra a Reus. Cultura i ètica» Centre de Lectura. Reus, 2003. ISBN 84-87873-52-9
- «Cultura i literatura reusenca del segle XIX» Centre de Lectura. Reus, 2005. ISBN 9788487873607

## Dramatúrgies i produccions teatrals
- Tallats de lluna. Coadaptació teatral de l'obra de Maria_Antònia_Oliver_i_Cabrer. Centre de Lectura, 2001.
- Ball de Dames i vells. Coautoria del Ball parlat. 2009.
- Visites Nocturnes al Cementiri General de Reus. Coautoria de la visita dramatitzada anual. 2009.
- Reus als anys 40. Records d'una ciutat. Guió cinematogràfic. 2010.
- Jo tenia una casa, el meu somni. Espectacle literari. 2014.
- Ball del Naixement. Ball parlat. 2015.
- Ball de Marcos vicente. Ball parlat. 2017.
- Visites dramatitzades al Gaudí Centre. Coautoria de les visites dramatitzades anuals. Reus, 2017
- Al cor d’una fulla de roses moixes. Coautoria de l'espectacle literari. Capital de la Cultura Catalana – Any Ferrater. Reus, 2017.
- Novetats editorial de Sant Jordi. Biblioteca Central de Reus. Reus, 2017.
- Patró. Teatre de text. 2018.
- Nit del comerç i del turisme . Cal Massó – Ajuntament de Reus, Reus, 2018.
- Des de casa. Visites nocturnes al Cementiri General de Reus. Guió cinematogràfic. 2020.
- McScheiße. Acció teatral pel Dia Mundial del Teatre, Reus, 2021.
- Ball de la Rosaura. Ball parlat. Valls, 2022.
- Arribada del Carnestoltes. Reus, 2022.
- El poema inacabat. Sobre el poema de Gabriel Ferrater, 2022.
- Música per al record. Cementiri General de Reus, 2022.
- Lot 5/6. Pedra. Producció. 2023.
- El ball dels 13. Ball parlat. Reus, 2023.
- L’agulla en un paller. Coautoria de l'espectacle literari de l’Any Amorós, Reus, 2023.
- Ball de pastorets. Ball parlat. Reus, 2024.
- Reus 1900. Accions teatrals de carrer. Reus, 2024.
- Balconades per veure i per ser vistos. Coautoria de les visites dramatitzades a la casa Gasull, Reus, 2024.